# Beau Mirchoff
William Beau Mirchoff (Seattle, Washington; 13 de enero de 1989) es un actor estadounidense-canadiense. Ha actuado en películas como Scary Movie 4 y The Grudge 3. También ha modelado en varias revistas en el año 2012 debido a su fama por la serie de MTV, Awkward.

## Vida personal
Beau Mirchoff nació el 13 de enero de 1989 en Seattle, Washington. Dos días después se mudó a la casa de su familia en Victoria, situada en la isla de Vancouver (Canadá). Su padre, Bill, es un podólogo de California. Su madre, Kelley, es una ama de casa de Seattle. Mirchoff tiene un hermano mayor, Luke (15 de febrero de 1985); y una hermana menor, Raeanna (2 de abril de 1992).

## Carrera
Mirchoff se dio a conocer inicialmente por su papel en la obra Bubbly Stiltskin, que también incluyó otras estrellas jóvenes como Kevin Clarke, Desmond Cronin y Jaryd Olson.
El primer largometraje de Mirchoff era un papel secundario en Scary Movie 4, como Robbie Ryan. Él ha sido un personaje recurrente en la serie de CBC, Heartland, filmada en Canadá. También ha conseguido un papel principal en la secuela de la película The Grudge 3, filmada en Bulgaria.
Mirchoff formó parte del elenco de Desperate Housewives como Danny Bolen, doblado en España por Luis Miguel Cajal y en América Latina por Javier Olguín. Desde 2011 trabaja en la serie de MTV, Awkward.

## Filmografía
| Año  | Título                            | Rol            | Notas                    |
| ---- | --------------------------------- | -------------- | ------------------------ |
| 2006 | Scary Movie 4                     | Robbie Ryan    |                          |
| 2007 | In the Land of Women              | Adolescente    |                          |
| 2009 | The Grudge 3                      | Andy           |                          |
| 2009 | Stranger with My Face             | Gordon Lambert | Película para televisión |
| 2011 | I Am Number Four                  | Drew           |                          |
| 2013 | The Wizards Return: Alex vs. Alex | Dominic        | Película para televisión |
| 2013 | The Secret Lives of Dorks         | Clark          |                          |
| 2014 | Born to Race: Fast Track          | Jake Kendall   |                          |
| 2014 | See You in Valhalla               | Johnny         |                          |
| 2014 | Poker Night                       | Jeter          |                          |
| 2015 | Grass Stains                      | Eric           |                          |
| 2015 | Tell Tale Lies                    |                |                          |
| 2015 | The Murder Pact                   | Will Lasalle   | Película para televisión |
| 2017 | Party Boat                        | Jonathan       | Película para televisión |
| 2017 | Flatliners                        | Brad           |                          |

| Año       | Título                         | Rol                      | Notas                            |
| --------- | ------------------------------ | ------------------------ | -------------------------------- |
| 2003      | Romeo!                         | Chase                    | Episodio: "He Got Blame"         |
| 2007–08   | Heartland                      | Benjamine "Ben" Stillman | 6 episodios                      |
| 2009–2010 | Desperate Housewives           | Danny Bolen              | 18 episodios                     |
| 2011      | CSI: Miami                     | Jared Hatch              | Episodio: "Paint It Black"       |
| 2011      | The Protector                  | Tyler                    | Episodio: "Beef"                 |
| 2011–16   | Awkward                        | Matty McKibben           | Elenco principal                 |
| 2012      | CSI: Crime Scene Investigation | Jake Pychan              | Episodio: "Trends with Benefits" |
| 2015      | Aquarius                       | Rick Zondervan           | 3 episodios                      |
| 2018      | The Fosters                    | Jamie Hunter             | 3 episodios                      |
| 2019      | Good Trouble                   | Jamie Hunter             | Elenco recurrente                |
| 2019      | Now Apocalypse                 | Ford Halstead            | Elenco principal                 |
| 2021      | Narcos: México                 | Steve Sheridan           | Elenco recurrente                |